# Acrocercops clisiophora
Acrocercops clisiophora là một loài bướm đêm thuộc họ Gracillariidae. Loài này có ở Queensland.